# Сериккул, Ринат Дауренулы
Ринат Дауренулы Сериккул (каз. Ринат Дәуренұлы Серікқұл; род. 16 мая 2002, Аккайнар, Алматинская область) — казахстанский футболист, полузащитник клуба «Жетысу» и сборной Казахстана до 21 года.

## Клубная карьера
Футбольную карьеру начинал в 2019 году в составе клуба «Академия Онтустик» в первой лиге. 24 августа 2019 года в матче против клуба «Алтай» (1:1) дебютировал в первой лиге Казахстана. 15 сентября 2020 года в матче против клуба «Кайрат-Жастар» (3:1) забил дебютный мяч в первой лиге Казахстана.
27 февраля 2025 года перешёл в «Жетысу». 8 марта 2025 года в матче против клуба «Улытау» дебютировал в казахстанской Премьер-лиге (0:0).

## Карьера в сборной
6 июня 2024 года дебютировал за сборную Казахстана до 21 года в матче против сборной Грузии до 21 года (0:0).

## Клубная статистика
| Клуб                  | Сезон            | Лига | Лига | Кубки | Кубки | Еврокубки | Еврокубки | Итого | Итого |
| Клуб                  | Сезон            | Игры | Голы | Игры  | Голы  | Игры      | Голы      | Игры  | Голы  |
| --------------------- | ---------------- | ---- | ---- | ----- | ----- | --------- | --------- | ----- | ----- |
| Академия Онтустик     | 2019             | 2    | 0    | —     | —     | —         | —         | 2     | 0     |
| Академия Онтустик     | 2020             | 11   | 3    | —     | —     | —         | —         | 11    | 3     |
| Академия Онтустик     | 2021             | 17   | 0    | 1     | 0     | —         | —         | 18    | 0     |
| Академия Онтустик     | 2022             | 25   | 10   | 2     | 1     | —         | —         | 27    | 11    |
| Академия Онтустик     | 2023             | 22   | 7    | 4     | 1     | —         | —         | 26    | 8     |
| Академия Онтустик     | Итого            | 77   | 20   | 7     | 2     | —         | —         | 84    | 22    |
| → Академия Онтустик М | 2019             | 12   | 0    | —     | —     | —         | —         | 12    | 0     |
| → Академия Онтустик М | 2021             | 1    | 1    | —     | —     | —         | —         | 1     | 1     |
| → Академия Онтустик М | 2022             | 2    | 0    | —     | —     | —         | —         | 2     | 0     |
| → Академия Онтустик М | Итого            | 15   | 1    | —     | —     | —         | —         | 15    | 1     |
| Жетысай               | 2024             | 24   | 5    | 3     | 1     | —         | —         | 27    | 6     |
| Жетысай               | Итого            | 24   | 5    | 3     | 1     | —         | —         | 27    | 6     |
| Жетысу                | 2025             | 1    | 0    | —     | —     | —         | —         | 1     | 0     |
| Жетысу                | Итого            | 1    | 0    | —     | —     | —         | —         | 1     | 0     |
| Всего за карьеру      | Всего за карьеру | 117  | 26   | 10    | 3     | —         | —         | 127   | 29    |